# Distretto di Neemuch
Il distretto di Neemuch è un distretto del Madhya Pradesh, in India, di 725 457 abitanti. È situato nella divisione di Ujjain e il suo capoluogo è Neemuch.